# Sindrome di Löffler
La sindrome di Löffler è una malattia nella quale gli eosinofili si accumulano nel polmone per cause idiopatiche oppure in risposta a un'infezione parassitaria.
Il disturbo è stato descritto per la prima volta nel 1932 da Wilhelm Löffler in pazienti che sviluppavano una polmonite eosinofila secondariamente ad un'infezione di parassiti: Ascaris lumbricoides, Strongyloides stercoralis e Ancylostoma duodenale e Necator americanus.
Anche se Löffler descrisse solo la polmonite eosinofila nel contesto di un'infezione da parassiti, molti autori danno il termine "sindrome di Löffler" a qualsiasi forma di eosinofilia polmonare ad insorgenza acuta, non importa quale sia la causa di fondo.

## Epidemiologia
Poiché i bambini sono più soggetti a contaminazione da terriccio (in cui si possono ritrovare larve di Ascaris lumbricoides) e tendono a portare più spesso le mani alla bocca, infettandosi,  essi hanno una maggiore incidenza di elmintiasi intestinale e di sindrome di Löffler rispetto agli adulti.
L'elmintiasi intestinale è comune in diversi paesi nel mondo, tuttavia tende a presentarsi con maggiore frequenza nei climi tropicali, soprattutto in paesi con cattive condizioni sanitarie. La sindrome di Löffler sostanzialmente si presenta con la medesima incidenza dell'elmintiasi.

## Eziologia
In molti casi (fino ad un terzo dei soggetti) l'agente causale non può essere identificato, pertanto si parla di forma primitiva (idiopatica).
In altri casi in associazione a infezioni da parassiti, specialmente Ascaris lumbricoides, oppure come conseguenza di una reazione da ipersensibilità acuta a farmaci. 
Tra i parassiti sono stati associati alla sindrome:
- Ascaris lumbricoides (la causa più frequente)
- Ascaris suum
- Necator americanus
- Strongyloides stercoralis
- Ancylostoma caninum
- Ancylostoma duodenale
- Toxocara canis
- Toxocara cati
- Entamoeba histolytica

Molti i farmaci in grado di determinare la sindrome come conseguenza di ipersensibilità:
- Antibiotici: dapsone, etambutolo, isoniazide, nitrofurantoina, penicilline, tetracicline, claritromicina, daptomicina
- Anticonvulsivanti: carbamazepina, fenitoina, acido valproico
- FANS e farmaci immunomodulatori: acido acetilsalicilico, azatioprina, metotrexate, naprossene, diclofenac, ibuprofene, piroxicam
- Altri agenti: sulfasalazina, bleomicina, clorpromazina, captopril, imipramina,

## Fisiopatologia
La sindrome Löffler è spesso una conseguenza del transito dei parassiti attraverso i polmoni nel corso del loro ciclo di vita nell'ospite umano. 
A seguito di ingestione di uova Ascaris lumbricoides, le larve si schiudono nell'intestino. Successivamente penetrano nei vasi linfatici mesenterici e quindi nella circolazione polmonare. 
Una volta raggiunti i capillari polmonari le larve continuano il loro ciclo migrando attraverso le pareti alveolari. Risalgono l'albero bronchiale e vengono nuovamente ingerite, tornando verso l'intestino e giungendo a maturazione (forme adulte). 
Il ciclo maturativo, dopo l'ingestione delle uova, richiede circa 10-16 giorni. 
Come già evidenziato anche altri parassiti (Necator americanus, Strongyloides stercoralis, Ancylostoma duodenale) hanno un ciclo simile a quello dell'Ascaris lumbricoides, e anche le loro forme larvali attraversano le pareti alveolari. 
A differenza di Ascaris lumbricoides, questi parassiti infettano l'ospite umano penetrando attraverso la cute.

## Segni e sintomi
La sindrome di Löffler si caratterizza per sintomi respiratori assenti o lievi: spesso solo modico 'fastidio' toracico cui si associa tosse secca, ovvero non produttiva.
Febbre, senso generale di malessere, tosse, talvolta respiro sibilante e dispnea sono altri sintomi possibili. Con minore frequenza i pazienti possono accusare mialgia, riduzione dell'appetito e talvolta orticaria.
Occasionalmente, all'auscultazione polmonare è possibile apprezzare crepitii o sibili. Questo reperto sembra essere più comune nei pazienti con eosinofilia polmonare indotta da farmaci.

## Diagnosi
La diagnosi si basa sui risultati dei seguenti esami:
- riscontro di eosinofilia nel sangue periferico (in genere 5-20%, con picchi del 40% in caso di pazienti con eosinofilia indotta da farmaci)
- esame delle feci: uova e parassiti possono essere identificati da 6 a 12 settimane dopo l'iniziale infestazione parassitaria.
- Immunoglobuline di tipo E (IgE): le concentrazioni nel sangue periferico possono essere incrementate oltre i valori normali.
- Lavaggio broncoalveolare: nel liquido di lavaggio la conta degli eosinofili può essere elevata.

La diagnosi è confermata dalla esecuzione di un Rx torace: le anomalie radiologiche possono essere sia unilaterali sia bilaterali. In molti pazienti gli addensamenti polmonari sono periferici, spesso con caratteristiche combinate di addensamenti interstiziali e alveolari, generalmente di diametro limitato (pochi centimetri), anche se talvolta con tendenza a confluire in aree più grandi di consolidamento.
Gli addensamenti polmonari sono generalmente transitori, migranti e si caratterizzano per la tendenza a scomparire completamente nel giro di 2-4 settimane.
In rari casi è possibile identificare anche un versamento pleurico. 
La TAC Torace è confirmatoria ed evidenzia aree di opacità a vetro smerigliato ed aree di maggior consolidamento o di aspetto nodulare.

## Terapia
In genere è di tipo sintomatico. Si fa spesso ricorso a corticosteroidi.